# 病弱児
病弱児（びょうじゃくじ）とは、病弱の幼児・児童・生徒の事で、学校教育法の定義によれば、慢性の心臓、肺、腎臓などの疾患で、継続して治療もしくは生活規制の必要な子どものこと。便宜上、本項では、学校教育法上の「病弱」・「病弱者」および「病弱教育」についても取り上げる。

## 概要
学校教育法上は、特別支援学校の制度確立後は「病弱者（身体虚弱者を含む。）」と定義されている。特別支援学校制度が発足する以前の2002年より、学校教育法上の「病弱」の定義から、「6か月以上」という項目は削除され、「継続して」という表現となっているため、短期入院と通院の繰り返しが必要な子どもに対しての教育もこの「病弱教育」に含まれる。
なお、特別支援学校教育職員免許状における教育領域としての「病弱者」には、「病弱者(身体虚弱者を含む。)に関する教育」として、身体虚弱者を含めて捉えられている。ここでの「身体虚弱者」とは、おもに、「明確な病気ではない」あるいは「病名診断ができない状態である」ものを指すとされている。いずれにしても、「生活規制が必要な身体状態」である点は、「病弱」とは変わらない。栄養失調などの、病気ではないが体が弱まっている状態（あるいはかかりやすい状態）も、身体虚弱に含まれる。
なお、「病弱」・「身体虚弱」のいずれも、医学用語ではない（ちなみに、「知的障害」も医学用語ではなく、「精神遅滞」が「知的障害」に対応する医学用語である）。

## 病弱教育の歴史的な経緯
1960年代後半当時、病弱教育の対象の児童・生徒の6割が結核に罹っていた。1970年代後半になると、結核罹患が比率的には激減し、虚弱・肥満、腎臓疾患、呼吸器疾患などがその比率を高めるようになった。その後は、呼吸器疾患が比較的高い比率を維持する形で推移していった。1980年代末期以降、神経疾患や心身症等などといった疾患の比率も高まり、2000年前後になると、これに悪性新生物が加わるようになっていった。また、遺伝性血管性浮腫（HAE）なども対象となる。なお、神経系疾患（ニューロパチー）や筋系統疾患（ミオパチー）、骨系統疾患については、肢体不自由教育の対象になる場合もある。
これらの経緯から、病弱対象の養護学校・特別支援学校およびそれらの学校に併設される病院の病棟も変化を見せるようになり、中には、病弱を対象とする学校が、地域あるいは県域全体で減少あるいは空白になるケースもあり、受け皿が他の教育領域でも対応できるような体制作りが要求されている状況にある。

## 病弱教育の現状
がん（悪性新生物）、小児結核、腎炎、心臓疾患、糖尿病、喘息、膠原病などの子供が多く、厄介なケースでは教育委員会が、就学猶予の通知を出す場合もある。そこまででなければ、院内学級などで教育を受けることもできるが、時間が限られる場合は訪問学級の体を取る場合も多く、病弱対象の特別支援学校自体が病院に近接（あるいは渡り廊下などで建物自体が接続）していても、その病院内に分教室などを設置して、別途に院内学級や訪問学級を設置している場合もある。
また、障害児のための特別支援学校の中には、病弱児（身体虚弱者を含む）だけのための学校もあり、分校・分教室等を含めると、これは各都道府県にそれぞれ最低一校ずつくらい設置されている。これらの教育サービスは、病弱教育とも呼ばれる。

## 病弱者の心理的に陥る危険のある事項
病弱者の場合、入院生活の中では生活規制がされるため、例えば、児童・生徒であれば、いくら院内学級などが設置された病院であったり、訪問教育を実施されたとしても、学校での勉強が結果的に制約されることになる。そのため、学習成果を発揮する場も制限されてしまうため、本当に学習内容が発揮できるかどうかについて、不安感を覚えることになる。
そのことが、ともすれば失敗経験のループ（負のスパイラル）に陥ることになり、学習活動を行っても効果が出ない（あるいは学習活動自体を行おうとしない）、と児童・生徒自身がみなすようになり、いわゆる「学習性無気力(Learned Helplessness)」と呼ばれる状態に陥る危険性がある。このため、病弱者に対しては、生活規制の範疇で成功体験を積ませる工夫を凝らすことが、病弱者にとってのQOL向上につなげることができるものと考えられている。それは、仮にホスピス病棟に入っているような児童・生徒に対してもである。